# پیپ گی
پیپ گی (انگلیسی: Pape Gueye؛ زادهٔ ۲۴ ژانویهٔ ۱۹۹۹) بازیکن فوتبال اهل فرانسه است.
وی همچنین در تیم‌های ملی فوتبال زیر ۱۸ سال فرانسه، زیر ۱۹ سال فرانسه، و سنگال بازی کرده‌است.